# Desiree van Lunteren
Desiree van Lunteren, RON (Almere, 1992. december 30. –) Európa-bajnok és világbajnoki ezüstérmes holland női válogatott labdarúgó. Hazája bajnokságában szerepel, az AZ Alkmaar középpályása.

## Pályafutása

### A válogatottban
2019. november 21-én lemondta a válogatottságot.

## Sikerei

### Klubcsapatokban
Holland bajnok (3):
- Ajax (2): 2016–17, 2017–18
- AZ Alkmaar (1): 2009–10

 Holland kupagyőztes (4):
- Ajax (3): 2013–14, 2016–17, 2017–18
- AZ Alkmaar (1): 2010–11

### A válogatottban
Hollandia
- Európa-bajnok: 2017
- Világbajnoki ezüstérmes: 2019
- Algarve-kupa győztes: 2018